# Confrontos entre 1.º de Maio EC e Petrolina Social FC no futebol
O clássico 1º de Maio Esporte Clube versus Petrolina Social Futebol Clube, é uma rivalidade pernambucana entre as equipes de futebol 1.º de Maio e Petrolina.
A primeira partida oficial entre os dois clubes ocorreu pela Série A2 de 1999 - Campeonato Pernambucano, quando o Azulino de Atrás da Banca bateu a Fera Sertaneja em competições oficiais, sendo uma vitoria pra cada, com a maior goleada aplicada pelo 1º de Maio contra o Petrolina.[carece de fontes?]

## História
Ambas equipes, tem sede na mesma cidade e dividem o mesmo estádio, o Paulo Coelho, antiga Associação Rural. Fundado em 1960, o 1º de Maio, não teve uma história promissora quanto o Petrolina. Não era muito popular, mas é dos clubes mais antigos da cidade.
O Petrolina Social Futebol Clube, antes conhecido como Petrolina Futebol Clube, tem uma historia diferente. Fundado no ano de 1998, o clube já foi bicampeão da segunda divisão pernambucana e já disputou duas das divisões do Campeonato Brasileiro de Futebol e disputou um maior número de participações na primeira divisão pernambucana, do que o 1º de Maio.

### Último jogo
O último jogo entre os clubes, ocorreu no dia 5 de maio de 2003, Petrolina 1 x 1 1º de Maio, jogo valido pela 9ª Rodada do 2º Turno do Campeonato Pernambucano - A1 2003, com gols de Valdecir (Petrolina) e Alisson (1.º de Maio). Neste campeonato, o 1.º de Maio acabou sendo rebaixado para a segunda divisão.

## Principais Jogos
- Série A2 de 1999 - 1ª Fase, 1ª Rodada - 21 de Março - 1º de Maio 4 x 3 Petrolina
- Série A2 de 1999 - 1ª Fase, 5ª Rodada - 18 de Abril - Petrolina 0 x 0 1º de Maio
- Série A2 de 2001 - 1ª Fase, 2ª Rodada - Março - Petrolina 2 x 1 1º de Maio
- Série A2 de 2001 - 1ª Fase, 9ª Rodada - Abril - 1º de Maio 1 x 1 Petrolina
- Campeonato Pernambucano de 2003 - 1º Turno, 7ª Rodada - 8 de Março - 1º de Maio 1 x 1 Petrolina
- Campeonato Pernambucano de 2003 - 2º Turno, 9ª Rodada - 5 de Maio - Petrolina 1 x 1 1º de Maio - Gols: Valdecir (Petrolina); Alisson (1º de Maio)[carece de fontes?]